# Francesco Calcagno
Francesco Calcagno (1528 - 1550) fue un joven fraile franciscano, conocido por haber sido condenado a muerte por blasfemia y sodomía por la Inquisición veneciana.

## Proceso y condena
El 15 de julio de 1550, el Santo Oficio de la Inquisición de Venecia interrogó al fraile franciscano Calcagno, de 22 años, en su villa natal (Brescia) en relación con las ofensas de blasfemia atea y sodomía.
Un testigo que conocía a Calcagno testificó que el franciscano dormía con un muchacho casi todas las noches, que creía que Jesús cometía sodomía con san Juan y que negaba la existencia de Dios y del Paraíso, así como la inmortalidad del alma humana.
Calcagno admitió su culpabilidad y mencionó que había hablado una vez con un tal señor Lauro di Glisenti da Vestone, un ateo que le «había dicho que no creía en nada, que solo creía en lo que podía ver con sus ojos» y que le había respondido: «Bueno, entonces puedes creer o decir cualquier cosa que quieras sobre Cristo, no importa cuan malo, como que mantenía a san Juan como su catamita».
Calcagno también afirmó ante los inquisidores que había estado influenciado en sus opiniones por La cazzaria (en español ‘la verguería’, esto es, el tratado acerca del pene), diálogo pornográfico de 1530 de Antonio Vignali que circulaba discreta (pero ampliamente) en la época.
El fraile, una vez que fue expulsado de la Iglesia, mantuvo su actitud rebelde, parodiando a la Iglesia católica y sus creencias, y celebrando la misa a pesar de que se le había prohibido.
Calcagno fue ejecutado en Venecia el 23 de diciembre de 1550.